# Arnold Wiltz
Arnold Wiltz, numele la naștere, Rudolf Arnold Wiltz (n. 18 iunie 1889, Berlin – d. 13 martie 1937) a fost un pictor american, puternic individualizat, asociat, ca stil de expresie vizuală, ambelor mișcări artistice ale precizionismului și suprarealismului.
Lucrările sale au făcut parte din evenimentul competițioal, dar neoficial, al artelor, secția pictură în competiția de artă de la Jocurile Olimpice de vară din 1932, care au avut loc în Los Angeles, statul California, Statele Unite ale Americii.

## Talentat artist vizual
Lucrările lui Arnold Wiltz, pictor american născut în Germania, pot fi corelate atât cu precizionismul, cât și cu suprarealismul. După alte opinii scrise, Arnold Wiltz poate fi asociat și cu curentul artistic german al Republicii de la Weimar, cunoscut ca Noua Obiectivitate (în germană Neue Sachlichkeit).
Fiul unui pictor, Arnold a arătat un talent timpuriu pentru artă, dar a plecat pe mare la vârsta de 16 ani și a călătorit în jurul lumii timp de șapte ani. În 1914, la începutul Primului Război Mondial, la 25 de ani, s-a stabilit în New York City și s-a înscris la cursuri de artă.
S-a căsătorit cu Eva Madeline Shiff, iar în 1923 s-au stabilit în Woodstock, New York|Woodstock]], statul New York. În 1928 a lucrat o vreme în Franța, iar criticii au considerat lucrările sale din această perioadă ca fiind un moment de cotitură în cariera sa de artist plastic.
Din păcate, viața sa s-a încheiat prematur, prin deces de pneumonie, după o îmbolnăvire netratată.

## Galerie de imagini

Lucrări reprezentative ca precizionist
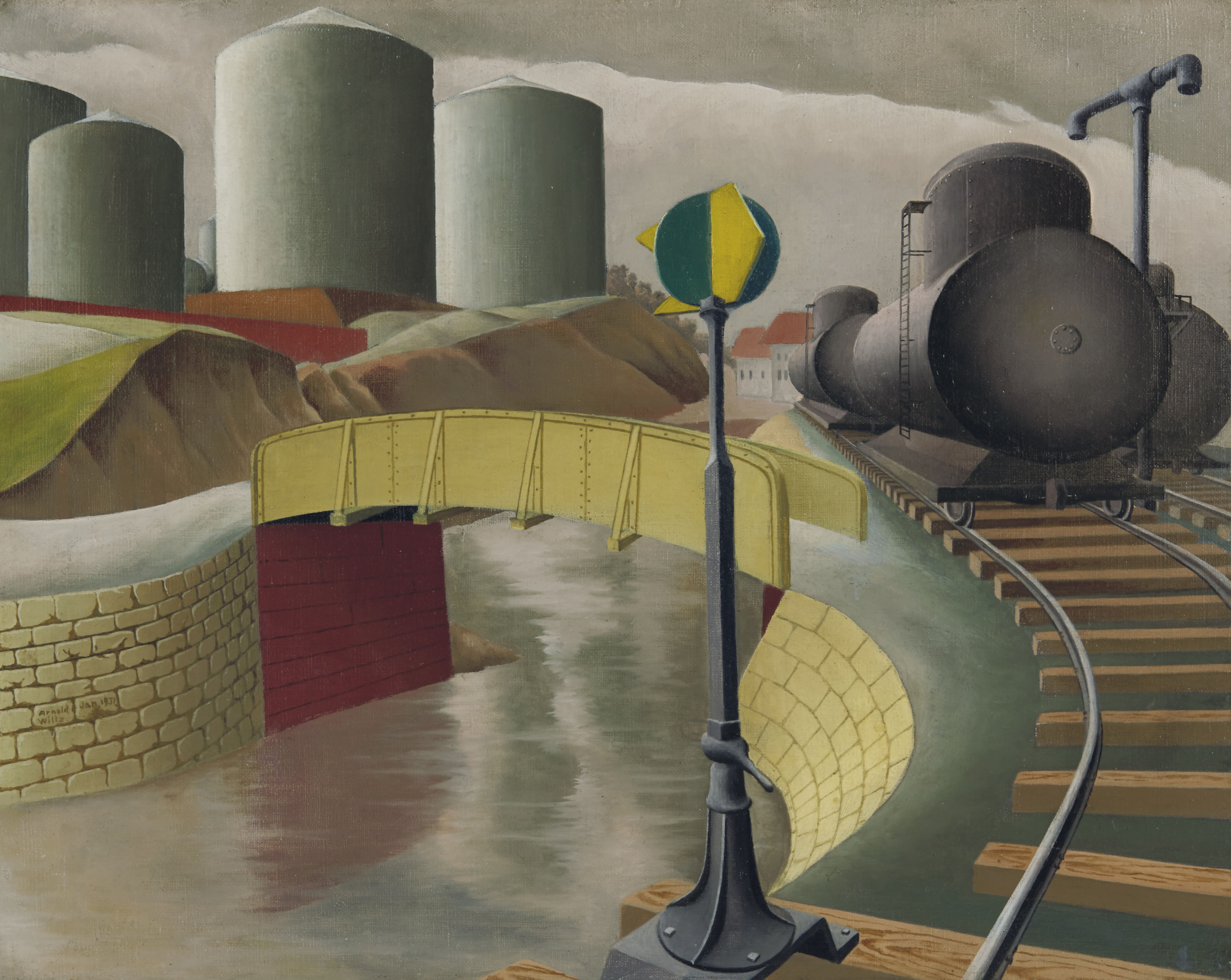
1931 – Arnold Wiltz – Peisaj american 3 (în engleză American Landscape No. 3)
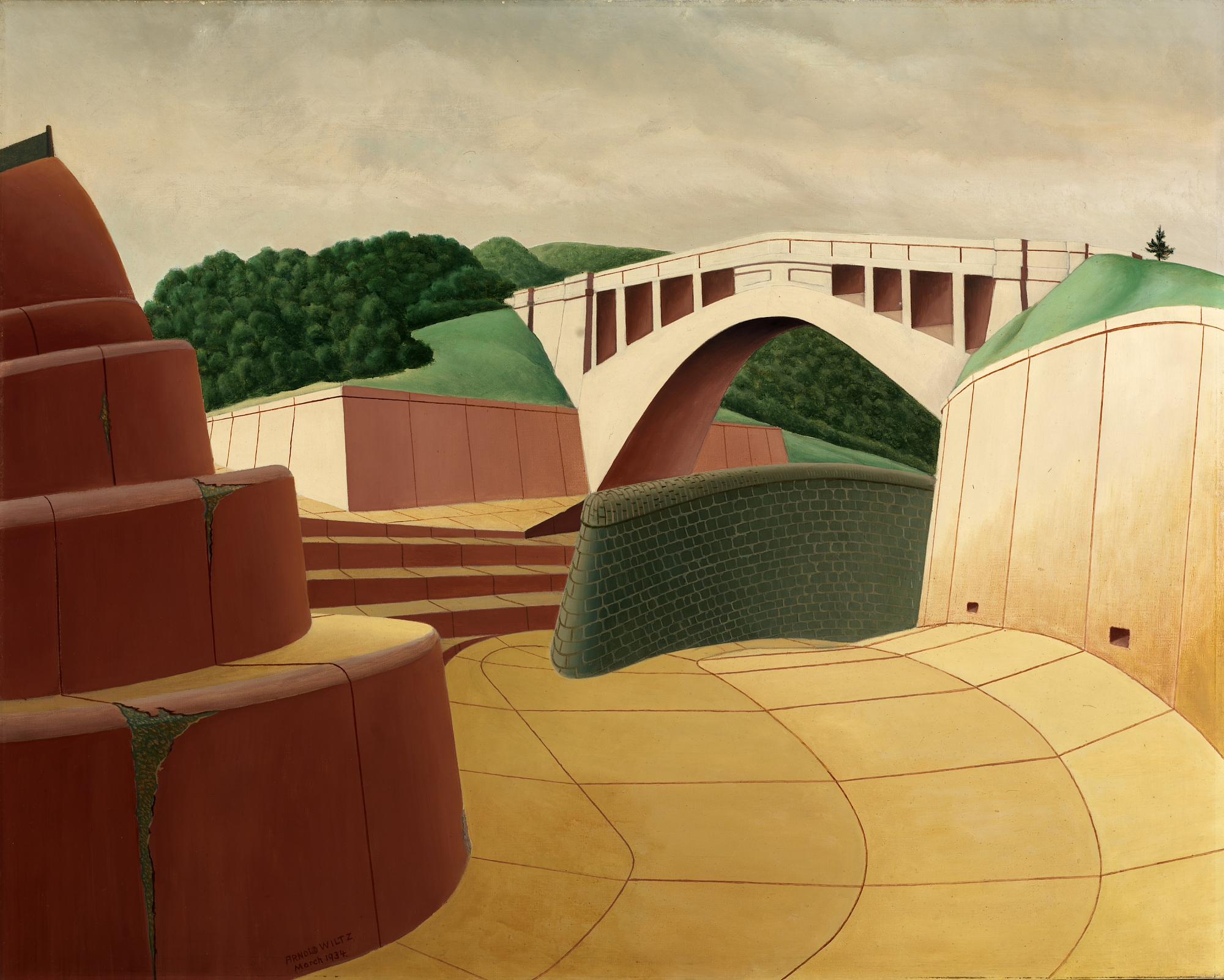
1934 – Arnold Wiltz – Ecluză, Barajul Ashokan (în engleză Spillway, Ashokan Dam)